# Z Columbae
Z Columbae är en pulserande variabel av RR Lyrae-typ (RRAB) i stjärnbilden Duvan.
Stjärnan har magnitud +15,92 och varierar i amplitud med 1,07 magnituder med en period av 0,52059 dygn eller ungefär 12,5 timmar.